# Sacco e Vanzetti
Sacco e Vanzetti és un docudrama italià realitzat el 1971, dirigit per Giuliano Montaldo. La pel·lícula presenta una dramatització dels esdeveniments que van envoltar el cas de Sacco i Vanzetti.

## Generalitats

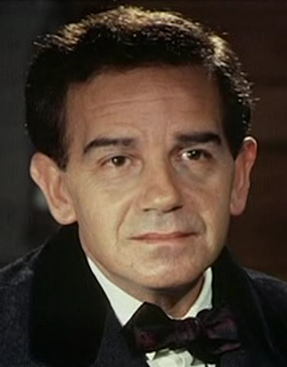
Riccardo Cucciolla (1924 - 1999) en el paper de Nicola Sacco.

La pel·lícula conta la història real de Nicola Sacco i Bartolomeo Vanzetti, dos italians que van emigrar als Estats Units d'Amèrica a principis del segle xx. Tots dos tenien ideologia anarquista i acudien a reunions sindicalistes obreres.
Fou protagonitzada per Gian Maria Volonté i Riccardo Cucciolla. Rosanna Fratello va rebre la Cinta de Plata per la seva interpretació del paper de l'esposa de Sacco, Rosa Sacco. En la competició al 24è Festival Internacional de Cinema de Canes, va rebre el premi d'interpretació masculina al Millor Actor per Riccardo Cucciolla.
La pel·lícula, segons el testimoniatge del seu director, ha contribuït significativament a la revisió del procés històric, a airejar com s'aplicava la justícia i la mala conducta intencional dels jutges, i a donar a conèixer aquest cas oblidat a l'opinió pública dels EUA i de fora d'aquest. Va ser una de les primeres pel·lícules que va tractar de les fallades judicials doloses per motivació política.
Quan es va projectar a Itàlia en un cinema per primera vegada en el centre de Roma, va sofrir un atac incendiari.
El 2005 es va fer una nova versió per a la televisió, amb respectivament Sergio Rubini i Ennio Fantastichini com a protagonistes.
La cançó de tancament, Here's to you, cantada per Joan Baez, es va incloure en la pel·lícula The Life Aquatic with Steve Zissou i als videojocs Metal Gear Solid V: Ground Zeroes i Metal Gear Solid 4: Guns of the Patriots remasteritzada per Harry Gregson-Williams.

## Argument
L'any 1920, als Estats Units d'Amèrica després d'un atac amb bomba atribuït al moviment anarquista i mai reivindicat per anarquistes, les forces de seguretat i les autoritats locals investiguen als immigrants, especialment italians. Nicola i Bartolomeo són detinguts sota càrrecs de robatori a mà armada i assassinat. El procés no sols demostra la seva innocència, sinó la voluntat de les autoritats dels EUA per a dur a terme un acte de represàlia política, en forma d'una condemna a mort, que castigui d'una manera exemplar als dos anarquistes italians. De res van servir les nombroses mobilitzacions i protestes de la comunitat local, no sols italiana, sinó també de membres de nombrosos comitès d'alliberament.
La pel·lícula mostra com tots dos acusats es van enfrontar al judici i com s'hi va desenvolupar. Les declaracions de Vanzetti, intentant col·laborar i acollir-se més tard a la clemència del tribunal, per a penedir-se després i la valentia de Sacco, que des del primer moment no es va plegar a les pressions, va rebutjar realitzar peticions de clemència donant proves plenament de la seva innocència. Tots dos, Vanzetti col·laborant i Sacco en la seva posició, van ser condemnats a morir en la cadira elèctrica. El 23 d'agost de 1927, els immigrants italians Nicola Sacco i Bartolomeo Vanzetti van ser executats en la cadira elèctrica a Massachusetts, Estats Units. Havien estat condemnats per un robatori a mà armada que ningú va creure que haguessin comès, però el veritable motiu va ser la seva ideologia anarquista.
La pel·lícula de Montaldo és sobretot una adaptació simplificada de l'argument minuciosament documentat d'Herbert Ehrmann. Segons ell, el robatori i l'assassinat d'un pagador al sud de Braintree, Massachusetts, dels quals es va culpar els anarquistes italians, van ser en realitat obra d'una organització criminal coneguda com la banda de Morelli. La trama ens porta a escenes de la lluita de classes a Boston, amb un conflicte de lluita social “dura” contra la que lluita Frederick Katzmann, un fiscal al servei dels poders establerts, educat a Harvard, capaç de signar la condemna a dos immigrants italians “subversius” que ja són personatges de la història universal.
La història de Sacco i Vanzetti tal com és presentada en la pel·lícula, no va ser solament un cas de mer error judicial, sinó tot un exemple de la instrumentalització del sistema de justícia en defensa dels interessos polítics de la majoria conservadora que va entendre la condemna com un escarment. Els dos anarquistes van ser executats per ser tals i, per tant, representants d'un “perill social”; per ser immigrants i pobres; i per ser italians, estrangers, com a advertiment per a uns altres. La pel·lícula està concentrada en el judici, queda patent la falta de proves i la resolució injusta, suggerint-se fins i tot un acord entre el jutge i el fiscal.

## Repartiment
- Gian Maria Volonté - Bartolomeo Vanzetti
- Riccardo Cucciolla - Nicola Sacco
- Cyril Cusack - Frederick G. Katzmann
- Rosanna Fratello - Rosa Sacco
- Geoffrey Keen - Jutge Webster Thayer
- Milo O'Shea - Fred Moore
- William Prince - William Thompson
- Armenia Balducci - Virginia Vanzetti
- Claude Mann - Reuben Witt, periodista
- Sergio Fantoni - Giuseppe Andrower
- Edward Jewesbury - Alvan T. Fuller
- Marisa Fabbri - Mary Splaine

## Producció
Rodada gairebé tota als Estats Units, els actors eren gairebé tots italians. Bartolomé Vanzetti és protagonitzat per Gian Maria Volonté, un dels actors més emblemàtics del “cinema polític”, Riccardo Cucciolla encarna a Nicolo Sacco. La música va ser a càrrec del celebrat Ennio Morricone.
Ennio Morricone va escriure una notable banda sonora per a la pel·lícula i ha arribat a ser una de les més famoses. Joan Baez després d'escoltar-la, va voler participar en el seu enregistrament. La seva banda sonora es va popularitzar gràcies a una balada cantada per Joan Baez, amb música del propi Morricone. El compositor, a més, va escriure una exquisida melodia dramàtica, a manera de rèquiem, amb la qual va dignificar als personatges en el seu calvari i que es va aprofitar en la pel·lícula com a principal manteniment emocional i de denúncia. Aquesta banda sonora va ser una dels cims aconseguits per Morricone en la seva carrera. Una realització en música per a cors i un himne polític que el 1971 li va valer el premi Nastro d'argento.